# Michael Weatherly
Michael Manning Weatherly Junior (New York, 8 juli 1968) is een Amerikaanse acteur, onder andere bekend van zijn rol als Anthony DiNozzo in NCIS.

## Biografie
Weatherley is geboren in New York, maar groeide op in Fairfield, Connecticut. Nu woont hij in Los Angeles. Hij heeft 11 broers en zussen: één "volle" broer, de rest zijn half- of stiefbroers en -zussen. In zijn jeugd speelde Weatherly voetbal.
Voordat Weatherly aan zijn acteercarrière begon, heeft hij op Boston University, American University in Washington D.C., American University in Parijs en Menlo University gezeten, voordat hij besloot om acteur te worden.
Weatherly maakte voor het eerst indruk met een rol in de soap Loving, die uitgezonden werd door ABC. Ook speelde hij een bijrol in een aflevering van de serie Charmed. Later kreeg hij een rol in de hitserie Dark Angel, na een aantal ongeslaagde pilots en film- en televisieverschijningen. Vanaf 2003 speelde Weatherly in de hitserie NCIS de rol van Special Agent Anthony DiNozzo. Op 6 januari 2016 maakte hij bekend de serie aan het eind van het lopende seizoen (het 13e) te verlaten. Als DiNozzo speelde hij 306 afleveringen in de serie en hij speelde ook enkele malen in de spin-offs NCIS: Los Angeles en NCIS: New Orleans. Na NCIS kreeg Weatherly de mogelijkheid om de hoofdrol te spelen in de serie Bull.
Verder speelde hij in verschillende films, waaronder Her Minor Thing (2005), The Mystery of Natalie Wood (2004), Venus and Mars (2001), The Specials (2000) en Cabin by the Lake (2000). Weatherly maakte in 2011 zijn debuut als regisseur tijdens de aflevering 'One Last Score' in het 8e seizoen van NCIS. Sindsdien regisseerde hij diverse afleveringen, maar zijn voornaamste rol bleef die van acteur.

## Privéleven
Weatherly is de zoon van Michael Manning Weatherly senior, die miljoenen verdiende als de Amerikaanse importeur van Swiss Army knife, en ziekenhuisdirecteur Patricia. Toen hij besloot te stoppen met studeren om te gaan acteren, waren zijn ouders daar op zijn zachtst gezegd niet blij mee; zijn vader onterfde hem. Toch weerhield dit hem er niet van zijn acteerdroom na te jagen.
Van 1995 tot 1997 was Weatherly getrouwd met actrice Amelia Heinle, met wie hij een zoon kreeg. Van 2000 tot 2003 had hij een relatie (en was vanaf 2001 verloofd) met actrice Jessica Alba, zijn tegenspeelster in Dark Angel.
In 2009 is Weatherly opnieuw getrouwd. In dit huwelijk zijn inmiddels een dochter en een zoon geboren.

## MeToo
In 2018 bracht The New York Times naar buiten dat CBS Eliza Dushku 9,5 miljoen dollar had betaald, nadat ze uit de serie Bull was geschreven. Dit gebeurde nadat zij Weatherly, met wie ze in de serie te zien was, in 2016 beschuldigd had van seksueel ongepast gedrag.